# ايفينينغ ستاندرد

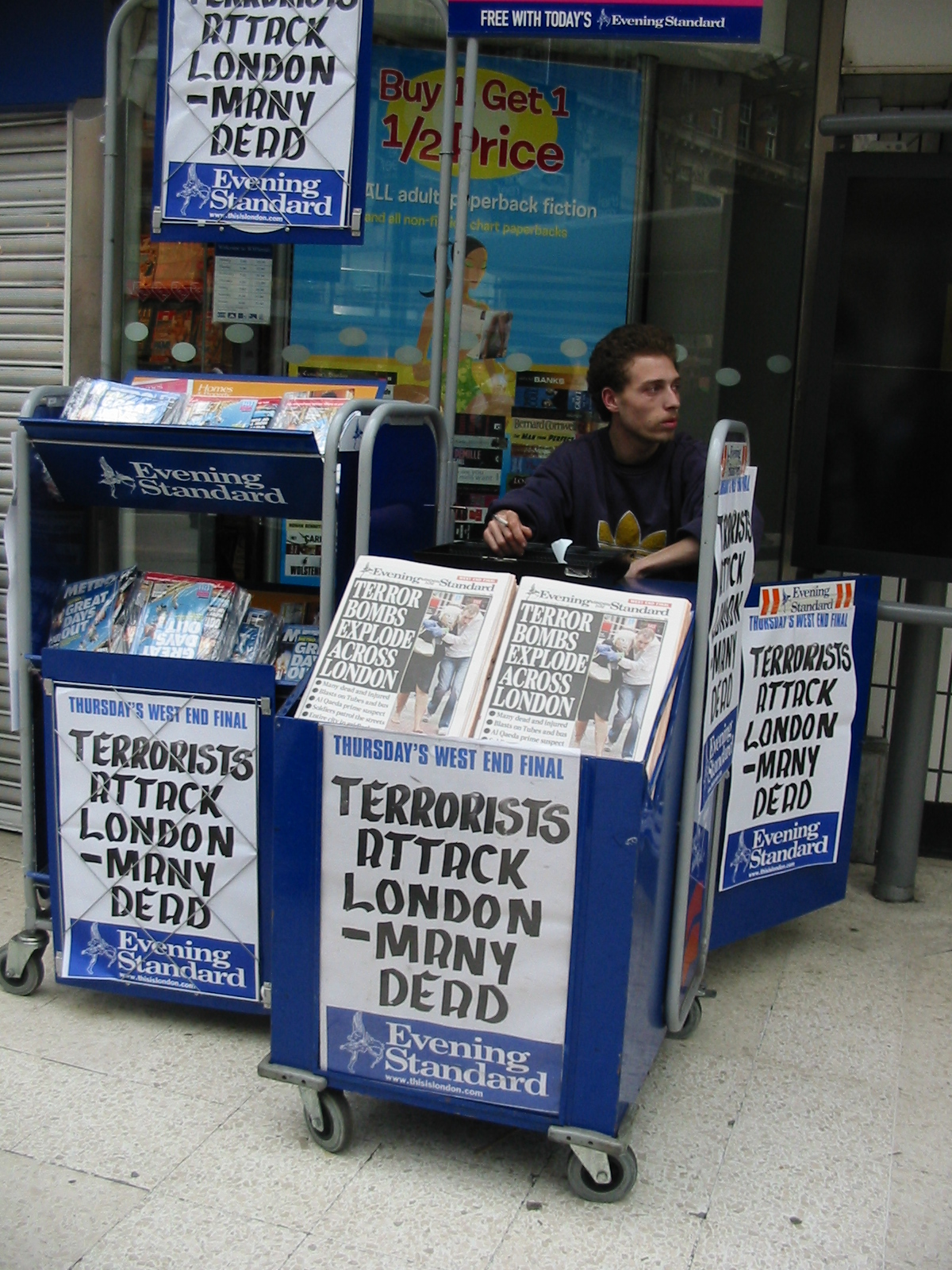
العناوين الرئيسية إيفينينغ ستاندرد يوم تفجير لندن في 7 يوليو 2005 في محطة واترلو

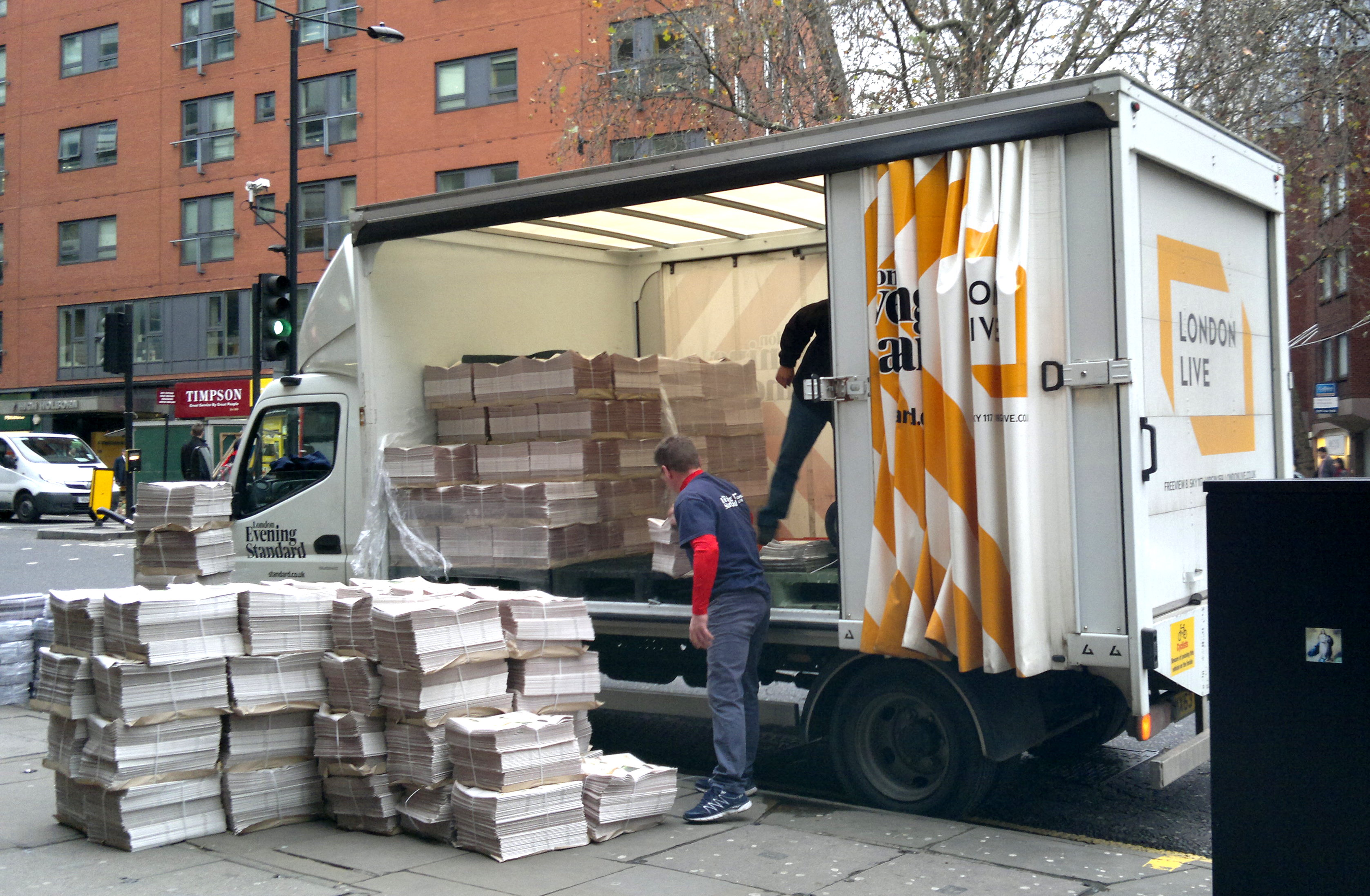
تفريغ إيفينينغ ستاندرد في محطة تشانسري لين ، هولبورن ، نوفمبر 2014

إيفينينغ ستاندرد (بالإنجليزية: Evening Standard)، رسميًا ذا ستاندرد (1827- 1904)، تُعرف أيضًا باسم (لندن ايفينينغ ستاندر)، هي صحيفة يومية مجانية محلية في لندن بإنجلترا، تُنشر من الاثنين إلى الجمعة بتنسيق التابلويد.

## نبذة
في شهر أكتوبر عام 2009م، بعد شرائها من قبل رجل الأعمال الروسي ألكساندر ليبيديف، أنهت الصحيفة تاريخًا امتد إلى 180 عامًا من التوزيع المدفوع وأصبحت مجلة مجانية، ما ضاعف انتشارها كجزء من خطة التغيير في عملها. أصبحت إيميلي شيفيلد محررة في يوليو 2020.

## التاريخ

### من عام 1827 إلى 2009
تأسست الصحيفة من قبل المحامي ستانلي ليي جيفرد في 21 مايو 1827 باسم ذا ستاندر. كان المالك السابق للصحيفة تشارلز بادوين. تحت ملكية جيمس جونستون، أصبحت صحيفة ذا ستاندرد صحيفة صباحية منذ 29 يونيو عام 1857. نُشرت ذا إيفينينغ ستاندرد من 11 يونيو 1859. اكتسبت صحيفة ذا ستاندرد مكانة مرموقة نتيجًة لأخبارها الأجنبية المفصّلة، خصوصًا تقاريرها حول مجريات الحرب الأهلية الأمريكية (1861-1865)، الحرب النمساوية البروسية عام 1866 والحرب الفرنسية البروسية عام 1870، ساهمت جميعها في زيادة انتشار الصحيفة. بحلول نهاية القرن التاسع عشر، طغت النسخة المسائية من الصحيفة على الصباحية.
اقتنى سي آرثر بيرسون كلًا من ذا ستاندرد وذا ايفينينغ ستاندرد في عام 1904. في مايو 1915، اشترى إدوارد هولتون صحيفة ذا ايفينينغ ستاندرد من دافيسون داليزيل. وقد اشترى داليزيل كلا الصحيفتين في عام 1910، إذ أغلق صحيفة ذا ستاندرد أو الصحيفة الصباحية في عام 1916. قدّم هولتون عامود يوميات لندن في النميمة، الذي وُصف أساسًا بكونه «عامودًا كتبه السادة النبلاء».
في عام 1923، اشترى اللورد بيفربروك، مالك صحيفة ديلي إكسبرس، صحف هولتون، وعلى الرغم من ذلك، لم يلبث أن باعها بعد فترة قصيرة لمالك صحيفة ديلي ميل اللورد روذيرمير، باستثناء صحيفة ذا ستاندرد. أصبحت صحيفة متحفظة بشدة، هاجمت حزب العمال بقسوة في عام 1945 ضمن حملة من مستوى عالٍ أدت إلى نتائج عكسية. في الستينات من القرن الماضي، ازدهرت الصحيفة بواسطة صحيفة ذا إيفينينغ نيوز، التي باعت أكثر من مليون نسخة في كل ليلة. خلال العقد، بدأت الصحيفة أيضًا بنشر القصص الهزلية المصورة موديستي بلايز، التي عززت مبيعاتها طوال فترة السبعينات. توقفت صحيفة ذا ايفينينغ ستاندرد عن النشر أيام السبت في 30 نوفمبر عام 1974، بينما كانت لا تزال تنتج ست نسخ يومية أخرى.
في عام 1980، دمجت صحف إكسبريس صحيفة ذا ستاندرد مع الصحيفة المرتبطة البها إيفينينغ نيوز في اتفاقية تشغيل مشتركة. عُرفت الصحيفة باسم ذا نيو ستاندرد حتى عام 1985، حتى اشترت إحدى الصحف المرتبطة ما تبقى من حصتها لاحقًا، وغيرت اسمها إلى ذا ستاندرد. في عام 1987، أُعيد إحياء ذا إيفينينغ نيوز لفترة وجيزة لتتنافس مع صحيفة لندن ديلي نيوز التابعة لروبيرت ماكسويل، ولكن أُعيد إلحاقها بصحيفة ذي ستاندرد في وقت لاحق من نفس العام بعد انهيار صحيفة ماكسويل. في عام 1988، شملت صحيفة ذا ايفينينغ ستاندرد على عنوان «دمج أخبار صحيفة ذا ايفينينغ»، وبقي حتى انتهاء بيع الصحيفة عام 2009.

### استيلاء ليبيديف
في 21 يناير عام 2009، وافق كل من رجل الأعمال الروسي والعميل السابق للاستخبارات السوفيتية (KGB) ألكسندر ليبيديف وابنه إيفجيني ليبيديف، مالكي صحيفة إندبندنت، على استحواذهم صحيفة إيفينينغ ستاندرد مقابل £1 للحصول على ملكية 64%. قبل بضع سنوات، بيع 12% من ملكية الصحيفة لجاستن شو وجوردي جريج. واحتفظت أسوشيتد نيوز بنسبة 24% المتبقية.
في نوفمبر عام 2009، أُعلن التخلي عن إصدار النسخة اليومية من «نيوز إكسترا» لصحيفة لندن إيفينينغ اعتبارًا من 4 يناير عام 2010. منذ ذلك الوقت، كانت النسخة الأولى باسم «ويست إيند فاينل» متوفرة من الساعة الثانية ظهرًا. إذ تُطبع 600000 نسخة من إصدار واحد ابتداءً من الساعة 12:30 ظهرًا، انتهاءً بالساعة الثالثة صباحًا، وتبدأ للصحفيين مع موعد التسليم النهائي السابق في الساعة التاسعة صباحًا للطبعة الأولى. كان من المتوقع فقدان عشرين شخص لوظائفهم نتيجًة لذلك.
كان هنالك سابقًا ثلاثة إصدارات يوميًا خلال الأسبوع، باستثناء أوقات العطل المصرفية. الأولى «نيوز إكسترا»، تُطبع في الساعة العاشرة صباحًا وتتوفر حوالي الساعة الحادية عشر صباحًا وسط لندن، وبعدها بقليل في بقية المناطق النائية. الإصدار الثاني «ويست إيند فاينل» تُرسل للطباعة الساعة الثالثة ظهرًا، و«لايت نايت فاينل» تُرسل للطباعة الساعة الخامسة مساءً وتتوفر في وسط لندن حوالي الساعة السادسة مساءً. غالبًا ما لوحظت تغييرات ملحوظة بين الإصدارات، خصوصًا بالنسبة لمقدمة الصفحة الأولى والصفحات القليلة التالية، متضمنة يوميات لندن، على الرغم من بقاء المراجعات والخصائص على حالها. في يناير 2010، ارتفعت نسبة التوزيع حتى 900,000 نسخة.

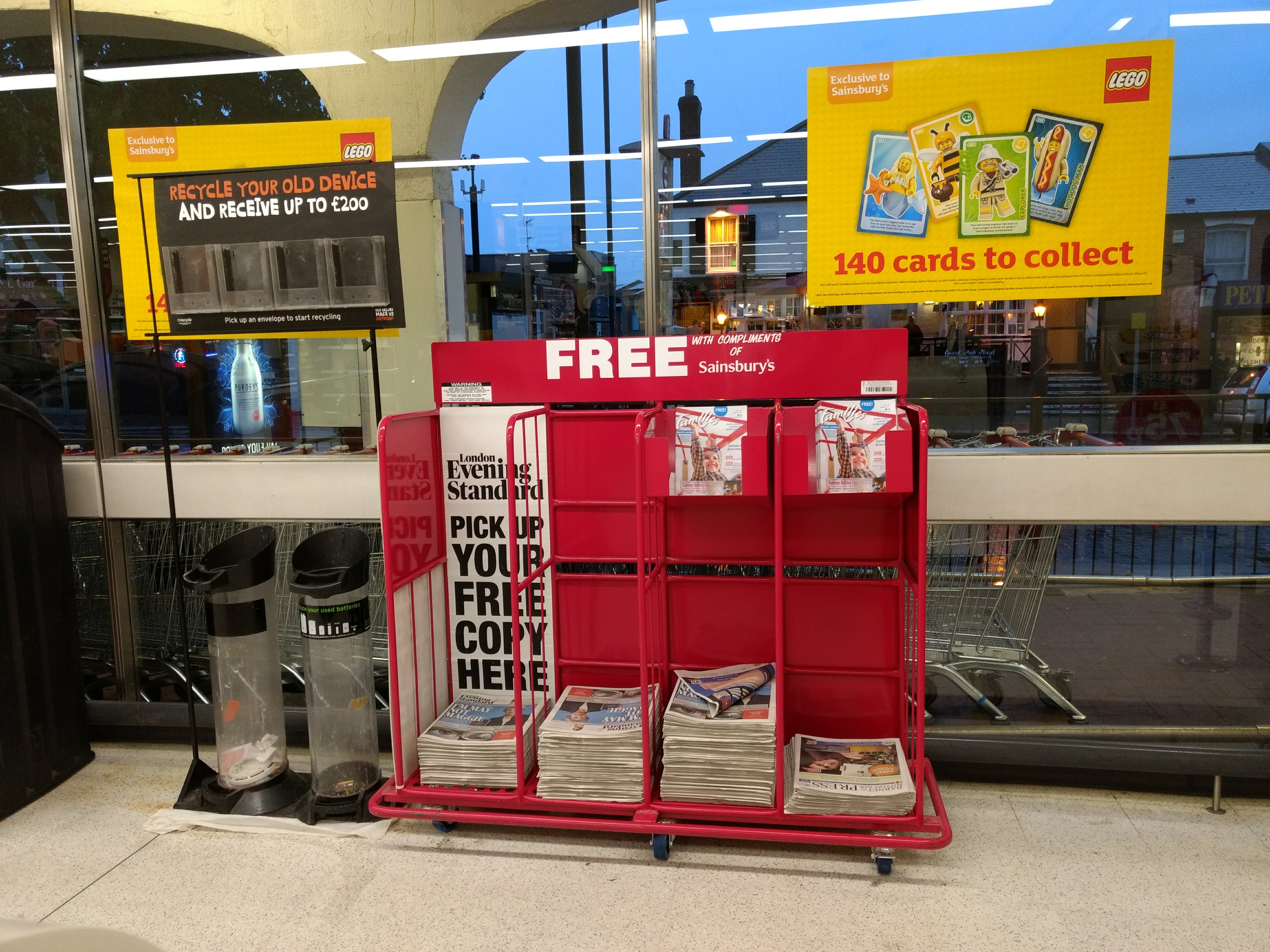
لندن ايفينينغ ستاندرد في سوبر ماركت سانزبري، 2017

في مايو 2009، أطلقت الصحيفة سلسلة من الإعلانات الملصقة، أظهر كل منها كلمة «اعتذار» بالخط الرئيسي للصحف في ذلك الوقت. قدمت هذه الإعلانات اعتذارات عديدة عن أساليب التحرير المستخدمة سابقًا، مثل «نعتذر عن فقدان التواصل». على الرغم من عدم ذكر أي من الملصقات لصحيفة إيفينينغ ستاندرد بشكل خاص، ولكنها تضمنت الشعار الخاص بها. انتقدت المحررة السابقة فيرونيكا وادلي حملة «برافدا ستايل» قائلًة أنه أهانت طاقم عمل الصحيفة وقراءها. أُطلقت الحملة من قبل ماكان إريكسون. في مايو 2009 أيضًا، أُعيد إطلاق الصحيفة باسم لندن إيفينينغ ستاندرد بترويسة وتصميم جديد، محتفلين بهذه المناسبة عبر توزيع 650,000 نسخة مجانًا خلال اليوم، وتحديث تغطيتها للأخبار الرياضية.

### أكتوبر 2009: صحيفة مجانية
بعد تاريخ طويل من توزيعها المأجور، أصبحت صحيفة ستاندرد في الثاني عشر من أكتوبر 2009 صحيفة مجانية. مع تداول مجاني لحوالي 700,000 نسخة مقتصرة على مركز مدينة لندن. في فبراير 2010، توفرت نسخة مدفوعة متاحة في ضواحي لندن مقابل 20 بنسًا (على الرغم من بيعها مقابل 50 بنسًا في العديد من الأماكن). فازت الصحيفة بجائزة ميديا براند لهذا العام وجائزة براند بريكس غولد خلال حفل جوائز ميديا ويك في أكتوبر 2010. قال الحكّام، «أذهلت صحيفة ستاندرد السوق ببساطة. ليس فقط لكونها أصبحت مجانية، ولكن نظرًا لحفاظها على جودة التحرير وتضاعف توزيعها لحوالي الثلاث مرات ونيلها استحسان المعلنين. إنها علامة تجارية إعلامية استعادت مكانتها». فازت صحيفة ستاندرد أيضًا بجائزة الصحيفة اليومية لهذا العام في حفل توزيع جوائز نادي لندن للصحافة في مايو 2011.

### مايو 2010: تطبيق الهاتف المحمول
أطلقت صحيفة إيفينينغ ستاندرد تطبيقًا للهاتف المحمول بالتعاون مع مطور التطبيقات الأمريكي هاندمارك في مايو 2010. وحُدثت مجموعة التطبيقات عام 2015.

### مارس 2018: إعادة التصميم
في مارس 2018، بدأ المحرر جورج أوزبورن العمل على إعادة تصميم الصحيفة، والذي تضمن إسقاط كلمة «لندن» من عنوان الصحيفة في إشارة إلى طموحها بالتوسع وامتلاك تأثير وطني وعالمي أكبر. طرحت الصحيفة أيضًا «لافتات» أكثر ألوانًا وحيوية للأقسام المختلفة مثل الأخبار والتعليقات والتجارة، إذ أشار أوزبورن لعدم «سهولة» إيجادها ضمن الصحيفة سابقًا. أُعيد تصميم الترويسة أيضًا مع استخدام خط جديد، وأُضيفت الرموز التعبيرية إلى نشرة طقس الصحيفة ذات الخمس أيام.

### مايو 2018: الراعي المالي
في مايو 2018، زعم جيمس كوزيك من موقع أوبن ديموكراسي تقديم الصحيفة لتغطية إخبارية ملائمة لعدة شركات متضمنًة غوغل وأوبر في مقابل رعايتهم المالية.

### التوفير في 2019 و2020
في يونيو 2019، أعلنت إيفينينغ ستاندرد تقليل عدد وظائفها. وبحلول نهاية عام 2019، أعلنت الشركة خسارة £13.6 مليون قبل خصم الضرائب. في أغسطس 2020، أعلنت الصحيفة إنهاء 115 وظيفة أخرى في محاولة منها لإنقاذ الشركة.

## أسلوب التحرير
منذ يوليو 2020، عُينت إيميلي شيفيلد محررة للصحيفة، شقيقة سامانثا كاميرون، والتي خلفت وزير المالية السابق جورج أوزبورن، والذي تولى بدوره حاليًا منصب رئيس التحرير. حل مكان سارة ساندس بصفته محررًا، والتي بدورها حلت مكان جوردي جريج بعد انتقاله إلى صحيفة ميل أون ساندي في مارس 2012. كانت فيرونكا وادلي محررة الصحيفة ما بين عامي 2002 و2009. كان ماكس هاتستينغ محررًا منذ عام 1996 وحتى تقاعده في عام 2002.
على الرغم من كون ذا لندن إيفينينغ ستاندرد صحيفة إقليمية فإنها تغطي كلًا من الأخبار المحلية والعالمية، والأخبار الخاصة بمدينة لندن (خصوصًا في صفحاتها المميزة) وتطورات الأبنية وأسعار العقارات وخطط المرور والسياسة ورسوم تكديس الميناء، إضافًة إلى النميمة حول الأحداث الاجتماعية في صفحة يوميات لندن. كما أنها تُطلق حملات في بعض الأحيان متعلقة بالقضايا المحلية والتي لا تغطيها الصحف بشكل مفصّل عادًة.
تمتلك الصحيفة تقليدًا في تقديم تغطية للفنون. واشتهر ناقدها الفني السابق، برايان سيويل، برؤيته الثاقبة في الفن التصويري والشباب البريطانيين الفنانين وجائزة تيرنر. أثارت آرائه نقدًا وجدلًا واسعًا في عالم الفن. عُرف بكونه «أشهر ناقد فني بريطاني وأكثرهم إثارًة للجدل».
أثناء انتخابات رئاسة بلدية لندن عام 2008، نشرت الصحيفة – خاصًة المراسل أندرو جيليان مقالات داعمة لبوريس جونسون، مرشح حزب المحافظين، متضمنًة تكرار عدة عناوين رئيسية في الصفحة الأولى تُدين كين ليفينجستون. تضمنت العنوان الرئيسي «مؤيد التفجير الانتحاري هو من يدير حملة كين».
أثناء انتخابات رئاسة بلدية لندن عام 2008، نشرت الصحيفة – خاصًة المراسل أندرو جيليان مقالات داعمة لبوريس جونسون، مرشح حزب المحافظين، متضمنًة تكرار عدة عناوين رئيسية في الصفحة الأولى تُدين كين ليفينجستون. تضمنت العنوان الرئيسي «مؤيد التفجير الانتحاري هو من يدير حملة كين».
ذكرت دراسة أُجريت من قبل تحالف الإصلاح الإعلامي (MRC) وجامعة غولدسميث في لندن أنه خلال انتخابات عمدة لندن الجديد عام 2016، كانت صحيفة لندن إيفينينغ ستاندرد «الناطقة بلسان حزب المحافظين»، وذلك وفقًا لرئيس MRC جستن شلوسبرج. شكلت العناوين الإيجابية حول المرشح المحافظ زاك غولدسميث ضعفي عدد العناوين المتعلقة بمنافسه من حزب العمال، صادق خان، إذ برزت القصص المتحيزة ضد خان بشكل أقوى أيضأ. نُشر 13 من أصل 15 بيانًا صحفيًا رسميًا من حملة غولدسميث كقصص إخبارية ضمن الصحيفة خلال الشهرين حتى 12 أبريل، «اُستنسخت العناوين من البيان الإخباري بشكل حرفي تقريبًا» وفقًا للدراسة المجراة.
أيدت صحيفة إيفينينغ ستاندرد المرشح بوريس جونسون خلال انتخابات رئاسة حزب المحافظين لعام 2019. وأيدت الصحيفة خلال انتخابات رئاسة حزب العمال، المرشح خير  ستارمر ليكون رئيسًا لحزب العمال وبالتالي رئيسًا للمعارضة.

## الصحف المجانية والملاحق

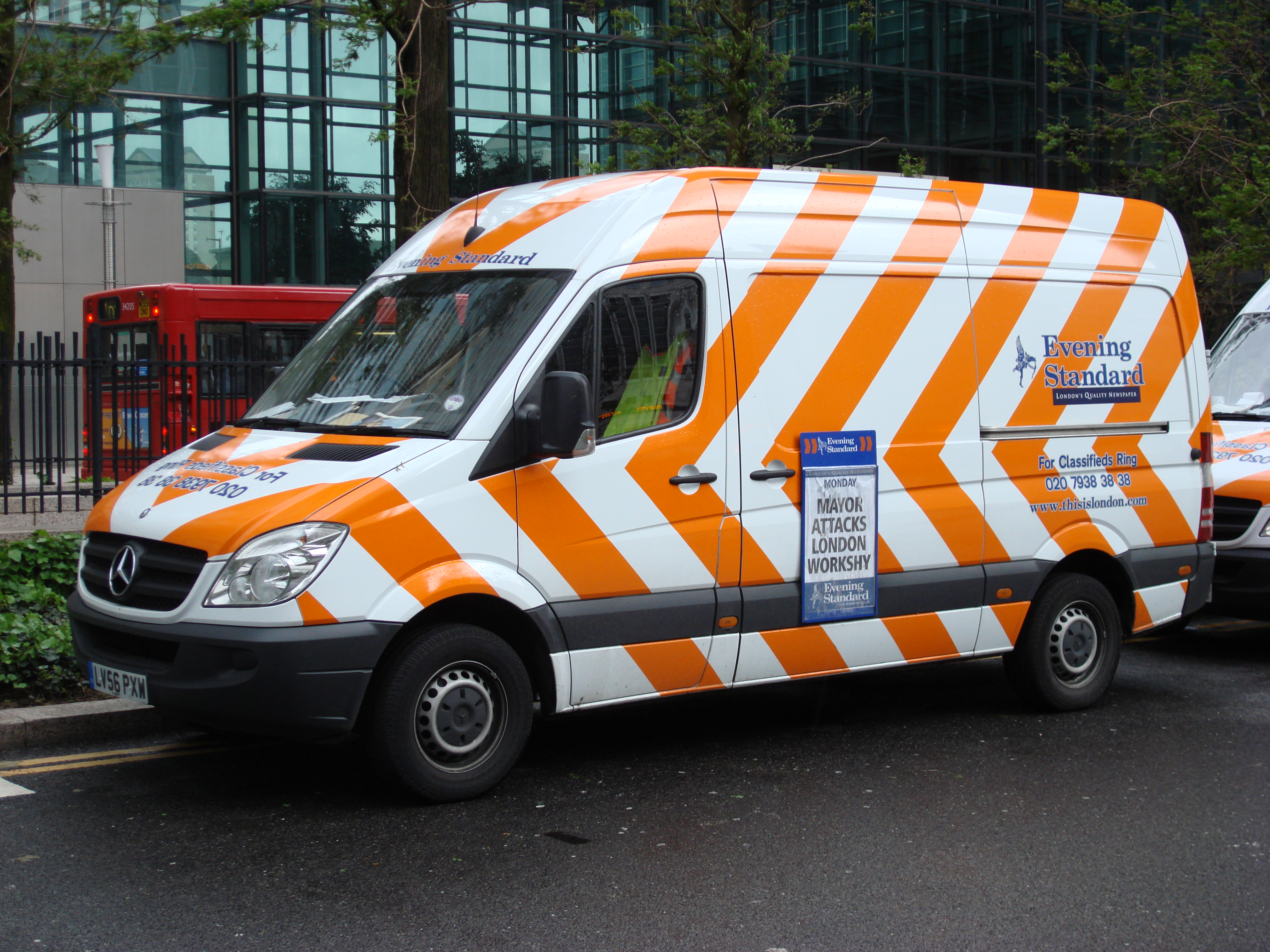
ذا إيفينينغ ستاندرد لديه أسطول من شاحنات التوصيل مطلية باللون البرتقالي والأبيض المميز.

في 14 ديسمبر 2004، أطلقت أسوشيتد نيوزبيبرز إصدارًا مجانيًا من الاثنين إلى الجمعة لصحيفة إيفينينغ ستاندرد يُدعى ستاندرد لايت لتعزيز انتشارها وتداولها. تألفت من 48 صفحة مقارنةً بالصحيفة الأساسية المؤلفة من 80 صفحة، والتي غالبًا ما كانت تُرفق بملاحق أيضًا.
في أغسطس 2006، أُعيد إطلاق الصحيفة المجانية باسم لندن لايت. والتي صُممت خصيصًا لجذب انتباه القارئات اليافعات واحتوت مجموعة واسعة من المقالات المتعلقة بنمط الحياة، ولكن عددًا أقل من الأخبار والأخبار المتعلقة بالأعمال مقارنًة بالصحيفة الأساسية. أُتيحت بدايًة فقط ما بين الساعة 11:30 صباحًا و2:30 مساءً لدى بائعي صحيفة ايفينينغ ستاندرد وفي مركز المدينة، لكن أصبحت لاحقًا متاحة مساءًا بواسطة بائعيها المتجولين. مع بيع صحيفة ايفينينغ ستاندرد، وليس لندن لايت، لألكسندر ليبيدوف في 21 يناير 2009، كُسرت أواصر الملكية ما بين ستاندرد ولايت.
في أيام الجمعة، تضمنت الصحيفة مجلة مجانية لامعة حول أساليب الحياة، ES (أُطلقت باسم مجلة ايفينينع عام 2009)، وازدادت المبيعات حتى 350,000 نسخة في سبتمبر 2014. أدى ذلك إلى الانتقال من المقالات العامة للتركيز على ما هو جذاب، مع ميزات خاصة بالأغنياء والمشاهير والأقوياء. في أيام الأربعاء، قدمت بعض المناطق نسخة مجانية من ملحق المنازل والممتلكات، المُحرر من قبل جانيس مورلي، والذي يتضمن قوائم عقارات لندن ومقالات من صحفيين مختصين بنمط الحياة بمن فيهم باربرا تشاندلر وكاتي لو وأليسون كورك.
أُطلق الملحق الترفيهي بعنوان ميترو لايف (سُمي سابقًا هوت تيكيتس) في سيبتمبر 2002. كان دليلًا إرشاديًا لما هو جديد مع قوائم بدور السينما والمسارح في لندن وما حولها ووُزع خلال أيام الخميس. أُوقف في 1 سيبتمبر 2005.
قدمت الصحيفة أيضًأ أقراصًا مدمجة وDVDs لحملات الترويج. منحت أيضًا سكان لندن فرصة الفوز بتذاكر حصرية للعرض الأول للفيلم وتذاكر البطولات الرياضية، مثل نهائي ويمبيلدون الفردي للسيدات.

## موقع الويب
يُقدم موقع الصحيفة المعروف باسم موقع زيس إز لندن بعض القصص من صحيفة إيفينينغ ستاندرد، إضافًة إلى حملات الترويج والمنافسات والمراجعات. يتضمن أيضًا عددًا من المدونات الخاصة بكتّاب إيفينينغ ستاندرد مثل ناقد المطاعم تشارلز كامبيون والناقد المسرحي كيرون كويرك والناقد الموسيقي ديفيد سميث. يتضمن موقع ويب منفصل صورًا لكل صفحة على حدا بنسخة الطباعة (نسختان) والملاحق.

## روابط خارجية
- قصص المساء القياسية من مساء قياسي
- London Evening Standard E-edition (يتطلب التسجيل للعرض)
- لندن مساء قياسي | الوسائط | الحارس